# 清水司
清水 司（しみず つかさ、1925年（大正14年）1月22日 - 2017年（平成29年）10月21日）は、日本の工学者。早稲田大学第11代総長。早稲田大学名誉教授。学校法人渡辺学園名誉理事長。専門は電波工学。1997年文化功労者。新潟県新潟市出身。位階は従三位。

## 経歴
＜主な出典：＞
1948年早稲田大学理工学部電気通信学科を卒業、1953年から同大にて大学院文部省特別研究生（1958年3月まで）。1960年工学博士（博士論文「フェライトを用いたマイクロ波回路素子の設計に関する研究」）。1953年同大助手に採用。専任講師、助教授を経て1965年から同大教授（1984年3月まで）。この間、1970年から常任理事（8年間）、1978年11月から第11代総長（4年間）を歴任。さらに1984年4月から1992年6月まで日本私学振興財団理事長を務める。1992年7月早稲田大学理工学部教授に復職した後、1993年3月同大を定年退職。1993年4月早稲田大学名誉教授の称号付与される。また、同年同月からは東京家政大学学長及び東京家政大学短期大学部学長に。同年5月に早稲田大学名誉顧問就任。1999年6月から学校法人渡辺学園理事長。2016年から名誉理事長。
中央教育審議会会長、文化庁国語審議会会長、東京都教育委員会委員長なども歴任。2006年からは財団法人交通遺児育英会会長も務めている。
1997年に文化功労者に選ばれ、2000年11月に勲一等瑞宝章を授与された。
2017年10月21日、死去。92歳没。叙従三位。

## 著書
- 『物性電子工学』誠文堂新光社〈電子展望シリーズ〉、1967年4月。全国書誌番号:67005112。